# Narval
Narval (lat. Monodon monoceros), zbog svog najupadljivijeg obilježja, velike kljove, često nazvan i jednorog ili jednorogi kit, vrsta je kita iz podreda kitova zubana. Zajedno s belugom čini porodicu bijelih kitova. Postoji mogućnost bliske srodnosti i s iravadskim dupinom. To je životinja izrazito vezana za Arktik, rijetko ju se može sresti južnije od 70° sjeverno.

## Obilježja i osobine
Bez kljove, narval je dug četiri do pet metara. Mužjaci teže 1,5 tonu, a ženke nešto manje od tone. Nemaju leđnu peraju, samo na donjem dijelu leđa imaju više nepravilnih izraslina. Prednje peraje su relativno kratke i sprijeda jajoliko zaobljene i savinute prema gore. Repna peraja je na stražnjem rubu oba dijela snažno ispupčena i time se značajno razlikuje od svih drugih kitova. Glava je kompaktna, bez izraženje njuške s vrlo malim ustima i kutovima ustiju savijenim prema gore.
Osnovna boja narvala je vrlo svijetlo smeđa do bijela. Glava i zatiljak kao i leđa su tamni, gotovo crni, kao i rubovi prsnih i repne peraje. Bočne strane imaju sive i crne pjege, a starije životinje su uglavnom svjetlije obojene od mlađih.
Najupadljivije obilježje mužjaka je njihova kljova. Oblikuje ju lijevi sjekutić gornje čeljusti, koji se, kao vijak s navojem u smjeru kazaljke na satu probije kroz gornju usnu i može narasti do tri metra dužine i težiti 8 do 10 kilograma. Jedini drugi zub je isto u gornjoj čeljusti, i obično ne izbija van kao kljova. Druge zube mužjaci imaju u embrionalnom razvoju, no obično se ne razviju dalje. Ako se to ipak dogodi, mogu se razviti dvije kljove. Kod ženki zubi uglavnom uopće nisu razvijeni, no ponekad se i kod njih razvije kljova ili čak dvije, što značajno otežava razlikovanje spolova. Kljova se nerijetko slomi. Ne raste ponovo, ali se mjesto loma prekrije novim dentinom.
Značenje kljove je dugo vremena bilo razlog za dijelom vrlo neobičnih pretpostavki. Vrlo žustro se razmatralo da li služi za rabijanje morskog ledenog pokrova, za nabadanje riba, za pretraživanje dna ili je instrument koji pomaže u eholokaciji. U zadnje vrijeme dominira razmatranje dvaju mogućih funkcija: da je sredstvo utvrđivanja dominacije jedinke, ili osjetilni organ. Najnovija istraživanja su pokazala, da kljova sadrži oko 10 milijuna živčanih završetaka uz čiju pomoć životinje vjerojatno, pored temperature vode i pritiska, mogu odrediti koncentraciju soli i količinu lovine ovisno o dubini. 
Tijekom duge razvojne povijesti kitovi su zadržali svojstvo svih sisavaca, ali ne samo njih, toplokrvnost. Za obranu od hladnoće imaju do 10 centimetara debeli sloj sala ispod kože. Najvažnije tjelesne prilagodbe dogodile su se osjetilima u okolišu u kojem prevladavaju zvučni podražaji, i u pohranjivanju kisika. Zvučno se sporazumijevaju i orijentiraju (kao i njihovi bliski srodnici beluge) "pjevanjem", kako njihove odaslane zvučne valove ljudi doživljavaju. Narvali udahnuti kisik pohranjuju u plućima 10%, u krvi i u mišićnom tkivu po 40%, a preostalih 10% u drugim organima. To im omogućuje ronjenje od oko 15 minuta. U krvi kisik se veže za hemoglobin a u mišićima za mioglobin, od kojeg je meso narvala, kao i svih drugih morskih sisavaca, tamne boje. Krv im veže vrlo malo dušika, tako da kod izranjanja ne dolazi do, za ljude tipične, "ronilačke bolesti". Udahnuti zrak izbacuju iz pluća snažnim, eksplozivnim izdisajem.

## Rasprostranjenost
Narvali žive u čitavom Arktičkom oceanu zadržavajući se uvijek u blizini plovećeg leda. Najčešći su oko Grenlanda, u Baffinovom i Hudsonovom zaljevu, kao i duž obala Sibira. Rjeđe ih se sreće oko Aljaske i u Čukotskom i Istočnosibirskom moru. Pretpostavlja se da su narvali istočno od Grenlanda i zapadno od njega dvije snažno odvojene populacije.
Ljeti narvali odlaze dalje na sjever od bilo kojeg drugog sisavca. Tada se zadržavaju u fjordovima Grenlanda, kanadskom arktiku i oko Svalbarda. Čak i zimi narvali ostaju sjeverno od sjevernog polarnog kruga.
Osim Svalbarda, narvali se mogu sresti u Europi samo ako zalutaju. Prema zapisima, u zadnjih 200 godina viđeno je ukupno samo oko 20 jedinki, i to s obala Islanda i Norveške gdje se ponekad i nasuču. Najjužnije mjesto gdje je viđen narval je Zuiderzee u Nizozemskoj (1970.).

## Način života
Narvali se hrane nekim vrstama riba, glavonožaca i rakova koje doslovno usišu snažnom podtlakom koji izazivaju usnama i jezikom. Istovremeno pojavljivanje narvala i beluga u istim lovištima je vrlo rijetko i obično se ne događa. Ako se ipak dogodi, može se vidjeti da izbjegavaju konkurenciju tako da love u različitim dubinama. Pri tome narvali daju prednost dubljim vodama. 
Pored čovjeka, vjerojatno najveći neprijatelji narvala su orke (Orcinus orca). U lovu na narvale, orke ih tjeraju prema obali kako bi ih lakše uhvatili. Kad se približavaju orke, ili brodovi ili na zvuk lomljenja leda, narvali padaju u stanje nepokretnosti i bezglasno puštaju da potonu.
Uz sjeverozapadne obale Grenlanda tijekom proljeća i ljeta glavni izvor hrane su im razne vrste riba iz porodice mekušica (Gadidae).. Prosječno oko 93% ispitanog želučanog sadržana u to vrijeme čine ribe. U kasno ljeto i jesen u prehrani pretežu glavonošci i rakovi. Narval dnevno pojede, zavisno o godišnjem dobu, između 45 i 80 kilograma hrane. Razni izvori navode da u potrazi za hranom zaranja do dubine od 350 ili do 500 metara, no nedvosmisleno dokazano nije ni jedno ni drugo. Pod vodom se zadržavaju oko 15 minuta, a za pronalaženje plijena koriste se eholokacijskim sustavom (sonar), ispuštaju intenzivne "kliktave" ultrazvučne glasove. Drugačije glasanje koje podsjeća na zvižduk, hripanje ili se sastoji od serije kliktavih zvukova, koriste za međusobno sporazumijevanje.
Narvali se cijelu godinu zadržavaju uz plivajući led, uz otvorenu vodu unutar zatvorenih ledenih površina ili uz otvore za disanje. Ove rupe u ledu otvaraju ili održavaju otvorenim snažnim udarcima čela u ledenu površinu deblju više od 15 cm. U vrijeme godišnjih seoba okupljaju se u skupine od tisuće životinja, ali u međuvremenu žive u manjim obiteljskim skupinama od 5 pa do dvadesetak jedinki. Ove skupine sastoje se u pravilu od jednog odraslog mužjaka, nekoliko ženki i njihovih mladunaca. 
Ponekad bijeli medvjed ulovi narvala, obično kad izroni u rupu u ledu po zrak. Smatra se da grenlandski morski psi (Somniosus microcephalus) ne napadaju narvale, već jedu samo njihove lešine nakon ugibanja u ribarskim mrežama. Dokumentirani su smrtonosni napadi morževa.
Događa se ponekad da se površina mora tako naglo zaledi da zarobi narvale u zaljevu ili fjordu. Ovaj fenomen na Grenlandu nazivaju sassat. Tada ovi kitovi više ne mogu izaći na otvoreno more i prisiljeni su održavati otvore za disanje. Na kraju ugibaju od iscrpljenosti ili ih ulove Inuiti. 

## Razmnožavanje i razvoj
Spolnu zrelost narvali dosežu u dobi između 5 i 8 godina, ali ženka je prvi put skotna između 7 i 12 godina. Mužjaci su u toj dobi dugi oko 3,90 a ženke oko 3,40 metara. Ženke su više puta tijekom godine plodne, no razdoblje parenja je samo između kraja ožujka i početka svibnja.
O razmnožavanju narvala ne zna se puno. Višekratno je promatrano da među mužjacima dolazi do pravih borbi kod kojih se kljove koriste kao oružje. Slomljene kljove i ožiljci na čelu nisu rijetko posljedica razmirica. Pronađene su čak lubanje mužjaka u kojima su ostali zabodeni odlomljeni vrhovi kljova suprotstavljenog mužjaka. Prema Lopezu (1987.), mužjaci se nađu jedan nasuprot drugom i postave kljove jednu do druge, a životinja s kraćom kljovom zadobije ogrebotine ili, ponekad, ozbiljne ubodne ozljede, što je dokaz za ulogu kljove u određivanju hijerarhijskog položaja među mužjacima.
Životinje su očigledno poliginijske, mužjak se pari s više ženki koje brani od rivala. Sam čin parenja do sad nije viđen.
Gestacija traje oko 14 do 15 mjeseci, a koćenje je ljeti, između svibnja i kolovoza. Koti se uglavnom jedno mladunče dugo oko 150 cm i teško oko 80 kg. Koćenje blizanaca je rijetkost. Tijekom prve godine života izbija kljova i tek razvojem kroz više godina dosiže punu dužinu. Dojenje traje, vjerojatno, dvije godine. U tom razdoblju ženka ne ostaje skotna.
Životni vijek narvala je oko 40 godina. 